# Ланарк (Вісконсин)
Ланарк (англ. Lanark) — місто (англ. town) в США, в окрузі Портедж штату Вісконсин. Населення — 1535 осіб (2020).

## Демографія
Згідно з переписом 2010 року, у місті мешкало 1527 осіб у 590 домогосподарствах у складі 445 родин. Було 728 помешкань
Расовий склад населення:
| - 97,6 % — білих - 0,9 % — корінних американців - 0,2 % — чорних або афроамериканців - 0,1 % — азіатів |

До двох чи більше рас належало 1,0 %. Частка іспаномовних становила 1,4 % від усіх жителів.
За віковим діапазоном населення розподілялося таким чином: 25,5 % — особи молодші 18 років, 63,6 % — особи у віці 18—64 років, 10,9 % — особи у віці 65 років та старші. Медіана віку мешканця становила 41,2 року. На 100 осіб жіночої статі у місті припадало 111,8 чоловіків;  на 100 жінок у віці від 18 років та старших — 111,1 чоловіків також старших 18 років.
Середній дохід на одне домашнє господарство  становив 77 164 долари США (медіана — 66 786), а середній дохід на одну сім'ю — 89 349 доларів (медіана — 83 750). Медіана доходів становила 54 625 доларів для чоловіків та 42 120 доларів для жінок. За межею бідності перебувало 5,9 % осіб, у тому числі 4,1 % дітей у віці до 18 років та 7,6 % осіб у віці 65 років та старших.
Цивільне працевлаштоване населення становило 815 осіб. Основні галузі зайнятості: освіта, охорона здоров'я та соціальна допомога — 24,0 %, виробництво — 17,4 %, роздрібна торгівля — 10,4 %, будівництво — 9,8 %.